# Province de Coihaique
La province de Coihaique fait partie de la région Aisén del General Carlos Ibáñez del Campo au Chili. Elle a une superficie de 6 454,5 km2 pour une population de 51 503 habitants. La capitale provinciale est la ville de Coyhaique. 
Elle est entourée au nord par la province de Palena, au sud par la province de General Carrera, à l'est par l'Argentine et à l'ouest par la province d'Aisén.

## Communes
La province est divisée en deux communes :
- Lago Verde ;
- Coihaique.